# Hexanchus nakamurai
Hexanchus nakamurai е вид акула от семейство Hexanchidae.

## Разпространение и местообитание
Този вид е разпространен в Австралия (Западна Австралия, Куинсланд и Нов Южен Уелс), Американски Вирджински острови, Бахамски острови, Британски Вирджински острови, Венецуела, Гвиана, Гибралтар, Испания, Италия, Кайманови острови, Кения, Коста Рика, Куба, Мавриций, Мадагаскар, Мароко, Мексико (Юкатан), Мозамбик, Никарагуа, Нова Каледония, Провинции в КНР, САЩ (Флорида), Сейшели (Алдабра), Тайван, Филипини, Франция, Френска Полинезия (Дружествени острови), Южна Африка (Квазулу-Натал) и Япония (Бонински острови, Рюкю и Шикоку).
Обитава крайбрежията на океани, морета и заливи в райони с тропически и умерен климат. Среща се на дълбочина от 16 до 517,5 m, при температура на водата от 10,6 до 19 °C и соленост 34,8 – 35,6 ‰.

## Описание
На дължина достигат до 1,8 m.